# Błażej Krupa
Błażej Krupa (ur. 3 lutego 1946 w Warszawie) – absolwent SGH, polski kierowca rajdowy, mistrz Polski w rajdach samochodowych w latach 1974 i 1979.

## Kariera sportowa[2]
Starty za kierownicą samochodu rozpoczął w 1965 roku. W rajdach zaczął startować w roku 1968, a w roku 1969 zajął drugie miejsce w mistrzostwach Polski w klasie 5 prowadząc samochód Fiat 124 Sport. Następnie w latach 1970-1973, ze względu na wysokie koszty startów, a aby nie tracić styczności z rajdami został pilotem rajdowych takich kierowców jak Krzysztof Komornicki i Robert Mucha. Za kierownicę auta rajdowego wrócił w roku 1974, dzięki pomocy firmy Renault (zawarto umowę, że w zamian za wypożyczenie samochodu Renault, Krupa wykaże się zdobyciem mistrzostwa Polski). Pierwsze swoje zwycięstwo jako kierowca odniósł w wyścigach (w rundzie wyścigowych mistrzostw Polski w Toruniu w roku 1974}. W tym samym roku wygrał swój pierwszy rajd w mistrzostwach Polski - Rajd Dolnośląski 1974 samochodem Renault 12 Gordini. Na koniec sezonu 1974 wraz z Jerzym Landsbergiem, który był jego pilotem zdobył tytuł mistrza Polski w klasie klasa II/8 (drugi tytuł mistrza Polski zdobył w tym samym roku w wyścigach). W sezonie 1975 podczas Rajdu Polski udaje mu się wyjść cało z bardzo groźnie wyglądającego wypadku, w którym całkowitemu zniszczeniu ulega samochód, który prowadził - Renault 11 Gordini. W roku 1978 wystartował jako pilot u boku Sobiesława Zasady w Rajdzie Safari zajmując szósta pozycję. W sezonie 1979 zdobywa ponownie tytuł mistrza Polski, wygrywając trzy z pięciu eliminacji (Rajd Krakowski "Krokusy", Rajd Elmot i Rajd Wisły).
Pierwszy sukces międzynarodowy to wygrany Rajd Wartburga w roku 1975 (Renault 17 Gordini).
Pierwszy i jedyny wygrany rajd w mistrzostwach Europy to jugosłowiański 15. YU Rally w roku 1981 (Renault 17 Gordini).
Był dwukrotnym mistrzem krajów demokracji ludowej w roku 1975 i 1976 (Renault 5 Turbo). 
W 41. Rajdzie Polski, w roku 1984, za pomoc okazaną szwedzkiemu zawodnikowi Ingvar Carlsson, który m.in. dzięki temu wygrał ten rajd, Krupa został uhonorowany dyplomem fair play przez MKOL i UNESCO.

## Życie osobiste
Jego hobby to muzyka i nauka języków obcych, biegle włada językiem angielskim, niemieckim i szwedzkim. 